# Partit Socialista d'Esquerra (Noruega)
El Partit Socialista d'Esquerra (noruec Sosialistisk Venstreparti, SV) és un partit polític de Noruega fundat el 1975 i dirigit des de 2023 per Kirsti Bergstø.

## Història
El partit va ser fundat el 1973 com a Lliga Electoral Socialista (Sosialistisk Valgforbund), una aliança del Partit Popular Socialista, el Partit Comunista de Noruega, Socialistes Democràtics - AIK independents i altres. El moviment sorgí en gran manera com a resultat de la victòria del No en el referèndum sobre l'adhesió a la Comunitat Europea de 25 de setembre de 1972. A les eleccions de 1973 va obtenir l'11,6% dels vots i assolí 16 escons al Storting. L'abril de 1974 una conferència celebrada a Oslo, va declarar que la coalició s'ha de convertir en un sol partit que integraria els anteriors. Finalment, durant una conferència celebrada a Trondheim el 1975 acordà anomenar-se Partit Socialista d'Esquerra i Berit Ås fou nomenat cap del partit. Alhora, els membres del Partit Comunista de Noruega decidiren no dissoldre el partit i trencar la col·laboració amb el SV.
Els primers anys no van tenir èxit electoral, durant la dècada de 1980, va augmentar la popularitat de la SV amb el seu programa a favor de lluitar per la pau, el desarmament i l'eliminació de l'atur i la desigualtat econòmica. Malgrat l'èxit a les eleccions de 1989, a començament de la dècada dels 1990 la seva popularitat va decaure, tot i el seu èxit en la campanya contra el No en el referèndum per l'ingrés de Noruega en la Unió Europea de 1994. El 1997 fou nomenada líder del partit Kristin Halvorsen, i augmentà la popularitat del partit en enfocar la problamàtica de l'educació amb el slogan Els nens i el jovent primer.
L'acció militar a Kosovo va ser un tema controvertit dins el SV. Argumentant que s'havia d'aturar la neteja ètnica a Kosovo, la major part del lideratge del partit, inclosos Kristin Halvorsen, es mostraren a favor dels atacs aeris de l'OTAN, però molts dins del partit es va oposar amb vehemència aquest suport argumentant que la violència només conduirà a més violència. En qüestions de política exterior, el SV s'ha oposat a quelsevol acció militar. Es declararen en contra de la invasió dels EUA de l'Afganistan i estaven molt en contra de la guerra d'Iraq i de la presència militar noruega a l'Iraq.
Actualment, el SV lluita per la igualtat entre els sexes, la igualtat econòmica, el benestar social, la defensa del medi ambient, més poder per als consells locals, i educació lliure i gratuïta igual per a tots (incloent una llar d'infants/ escola de pàrvuls per a tots). El partit també s'oposa a l'adhesió a la Unió Europea. ut thanks to stronger performances by the Labour Party and the Centre Party, the Red-Green Coalició won a majority of seats in parliament, and SV entered the cabinet for the first time ever. El SV va empitjorar els resultats a les eleccions legislatives noruegues de 2005, però gràcies als mals resultats del Partit Laborista Noruec i el Partit del Centre, la coalició roja i verda va obtenir una majoria d'escons al parlament i el SV entrar a formar part del govern per primera vegada en la història. Kristin Halvorsen rebé la influent cartera de ministre de finances.
A les eleccions de 2011 es tornà a reeditar el pacte de les tres formacions. Kristin Halvorsen passà a ser ministra d'Educació i el nou líder del partit Audun Lysbakken (2012) s'encarregà del ministeri d'igualtat i infancia.

## Líders del partit
| Líders            | Mandat       |
| ----------------- | ------------ |
| Berit Ås          | 1975–1976    |
| Berge Furre       | 1976–1983    |
| Theo Koritzinsky  | 1983–1987    |
| Erik Solheim      | 1987–1997    |
| Kristin Halvorsen | 1997–2012    |
| Audun Lysbakken   | 2012–2023    |
| Kirsti Bergstø    | 2023–present |

## Resultats electorals

### Eleccions legislatives
| Any  | Vots    | Vots | Vots | Escons   | Escons | Govern                  | Pos. |
| Any  | No.     | %    | ± pp | No.      | ±      | Govern                  | Pos. |
| ---- | ------- | ---- | ---- | -------- | ------ | ----------------------- | ---- |
| 1973 | 241,851 | 11.2 | Nou  | 16 / 155 | Nou    | Suport extern           | 4t   |
| 1977 | 96,248  | 4.2  | 7.0  | 2 / 155  | 14     | Suport extern           | 5è   |
| 1981 | 121,561 | 4.9  | 0.7  | 4 / 155  | 2      | Oposició                | 4t   |
| 1985 | 141,950 | 5.5  | 0.6  | 6 / 157  | 2      | Oposició (1985-86)      | 5è   |
| 1985 | 141,950 | 5.5  | 0.6  | 6 / 157  | 2      | Suport extern (1986-89) | 5è   |
| 1989 | 266,782 | 10.1 | 4.6  | 17 / 165 | 11     | Oposició                | 4t   |
| 1989 | 266,782 | 10.1 | 4.6  | 17 / 165 | 11     | Suport extern           | 4t   |
| 1993 | 194,633 | 7.9  | 2.2  | 13 / 165 | 4      | Suport extern           | = 4t |
| 1997 | 155,307 | 6.0  | 1.9  | 9 / 165  | 4      | Oposició                | 6è   |
| 1997 | 155,307 | 6.0  | 1.9  | 9 / 165  | 4      | Suport extern (2000–01) | 6è   |
| 2001 | 316,397 | 12.5 | 6.5  | 23 / 165 | 14     | Oposició                | 4t   |
| 2005 | 232,971 | 8.8  | 3.7  | 15 / 169 | 8      | Coalició                | = 4t |
| 2009 | 166,361 | 6.2  | 2.6  | 11 / 169 | 4      | Coalició                | = 4t |
| 2013 | 116,021 | 4.1  | 2.1  | 7 / 169  | 4      | Oposició                | 7è   |
| 2017 | 176,222 | 6.0  | 1.9  | 11 / 169 | 4      | Oposició                | 5è   |
| 2021 | 227,274 | 7.5  | 1.5  | 13 / 169 | 2      | Suport extern           | = 5è |